# René Navarre
René Navarre (Llemotges, Alta Viena, 8 de juliol de 1877 – Azay-sur-Cher, Indre i Loira, 8 de febrer de 1968) és un actor francès que va rodar moltes pel·lícules amb Louis Feuillade, principalment el paper llegendari de Fantômas.

## Biografia
Victor-René Navarre de nom complet, va continuar els seus estudis fins als setze anys, abans de marxar de Llemotges a París, on va debutar al Théâtre de l'Atelier amb Patrie, una obra de teatre de Victorien Sardou. Durant quinze anys, va actuar a totes les grans sales parisenques i provincials.
El 1909, va fer el seu debut cinematogràfic amb Gaumont i durant quatre anys, va protagonitzar nombroses pel·lícules, tant còmiques com dramàtiques. Louis Feuillade li va oferir el paper principal a les pel·lícules de la sèrie Fantômas, cinc episodis realitzats el 1913 i 1914.
Mobilitzat al principi de la Primera Guerra Mundial, René Navarre va decidir canviar la seva trajectòria en 1915. Va treballar a Le Grand Souffle, de Gaston Ravel, i va crear una productora pròpia, la Films-René-Navarre, amb la finalitat de dirigir les seves pròpies produccions. En 1916, al costat de Gérard Bourgeois, va dirigir Christophe Colomb, amb Georges Wague i Jean Garat en el repartiment. Al següent any, va produir quatre cintes d'animació d'Émile Cohl i Benjamin Rabier. El setembre del 1919, al costat de Gaston Leroux i Arthur Bernède, va fundar la Société des Cinéromans, que es va traspassar a Pathé l'any 1922.
El cinema sonor va frenar la seva carrera. Amb una manera d'actuar excessivament teatral, Navarre va ser relegat als papers de repartiment, amb interpretacions al costat de Jean Gabin a Mephisto el 1930, o films com Fantômas (de Paul Féjos, 1932) i Judex 34 (de Maurice Champreux). En 1937 va actuar a Chéri-Bibi, de Léon Mathot, i el 1938 a La Route enchantée (de Pierre Caron, amb Charles Trenet). També va actuar a Brazza ou l'épopée du Congo, de Léon Poirier, l'any 1939. Finalment, en 1940 va decidir abandonar el cinema.
René Navarre es va casar en primers noces amb l'actriu Nelly Palmer (morta el 1917 als 25 anys), i el 1924 en segones noces amb l'actriu Elmire Vautier.
René Navarre va morir en 1968 en Azay-sur-Cher, França, als 90 anys d'edat, i fou enterrat al cementiri de La Salle a Tours.

## Filmografia

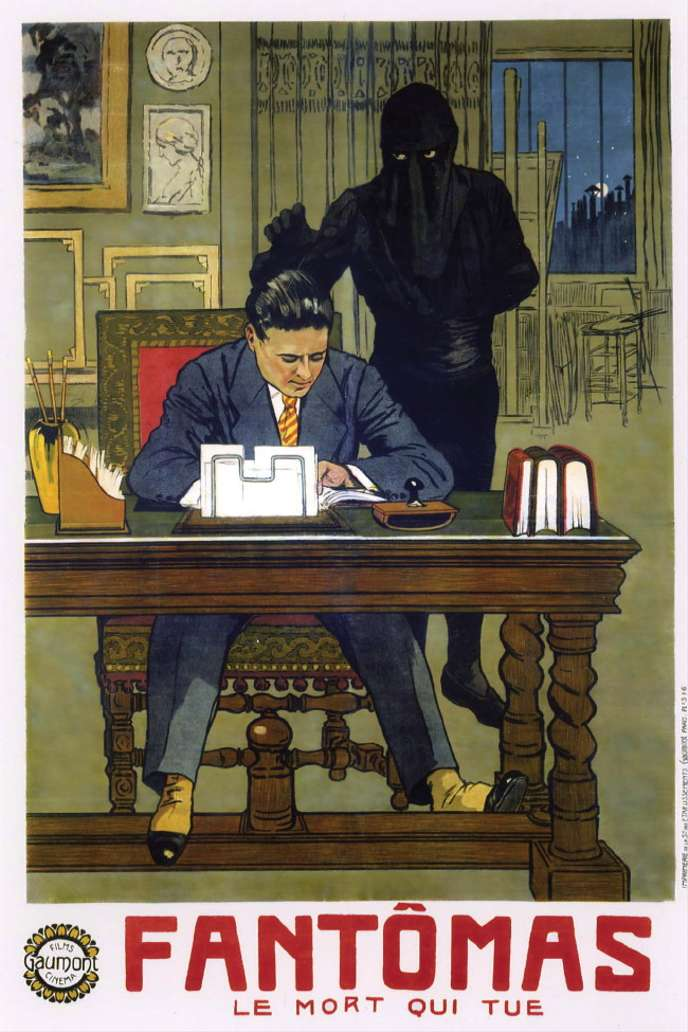
Le Mort qui tue, 1913.

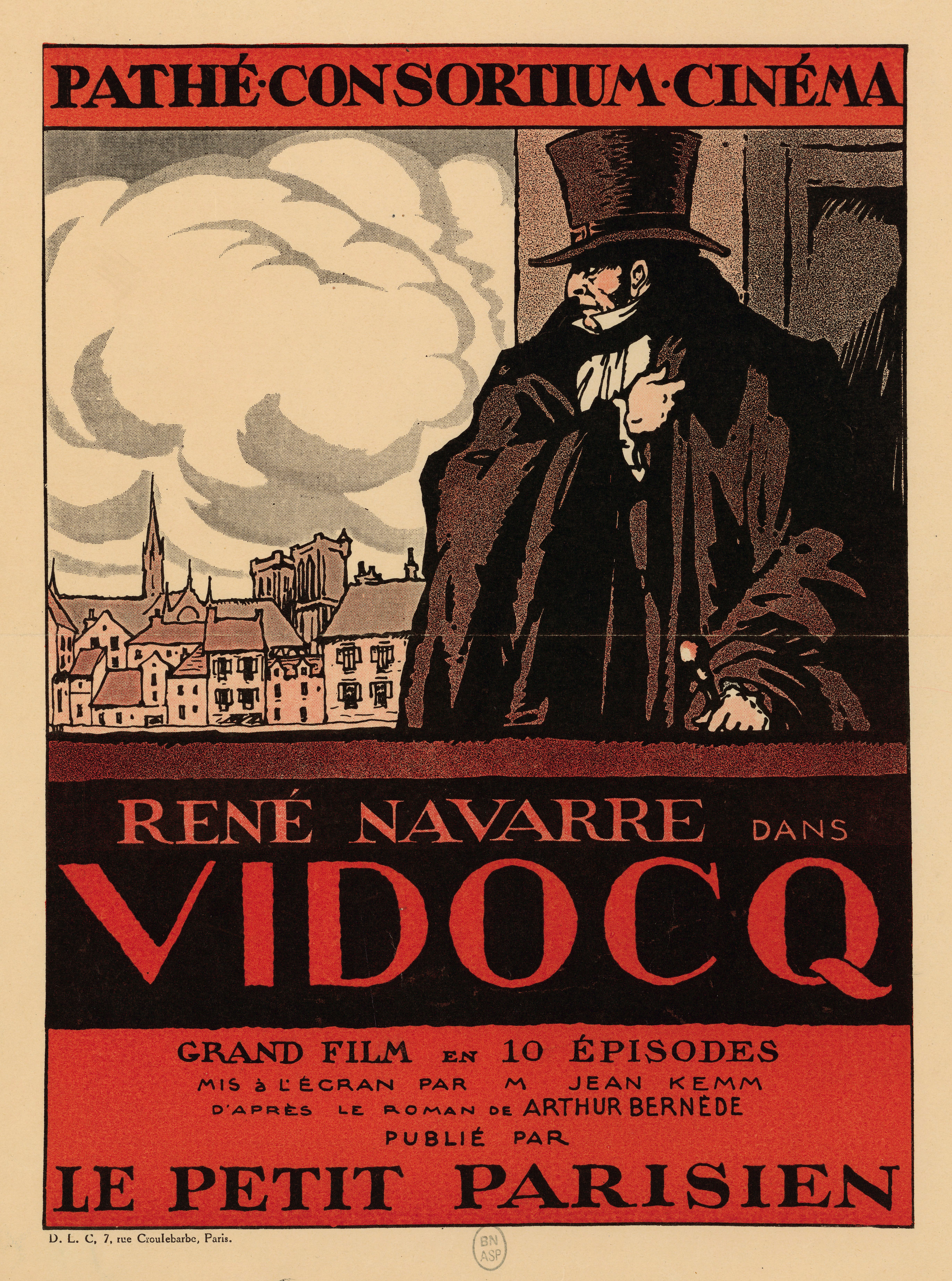
René Navarre a Vidocq (1923)

- 1910 : André Chénier d'Étienne Arnaud : le docteur Guillotin
- 1910 : Le Lien du crime d'Étienne Arnaud
- 1910 : La Louve de Michel Carré
- 1910 : La Navaja de Michel Carré
- 1910 : Par un jour de carnaval de Georges Denola
- 1910 : Le Revenant de Georges Denola
- 1910 : La Puissance du souvenir (ou Le Monstre) d'Albert Capellani
- 1910 : Une bonne neurasthénique : le médecin
- 1910 : La Mariée du château maudit (o La Fiancée du château maudit) d'Albert Capellani
- 1911 : Le Destin des mères de Louis Feuillade : Hubert de Saint-Gilles
- 1911 : L'Alibi de Louis Feuillade
- 1911 : Les Vipères de Louis Feuillade
- 1911 : En grève de Louis Feuillade
- 1911 : Le Chef-lieu de canton de Louis Feuillade) : Jean Marcieux
- 1911 : Le Mariage de l'aînée de Louis Feuillade
- 1911 : L'Amour qui tue de Léonce Perret
- 1911 : Aux lions les chrétiens de Louis Feuillade
- 1911 : La Chrysalide
- 1911 : Le Crime inutile de Louis Feuillade
- 1911 : La Lettre aux cachets rouges de Louis Feuillade
- 1911 : La Lettre égarée de Louis Feuillade
- 1911 : La Maison de la peur o La Maison hantée de Louis Feuillade
- 1911 : Les Menottes de Louis Feuillade
- 1911 : Quand les feuilles tombent de Louis Feuillade
- 1911 : Le Poison de Louis Feuillade
- 1911 : Le Trust ou les Batailles de l'argent de Louis Feuillade : Julien Kieffer
- 1911 : Le Trafiquant de Louis Feuillade
- 1911 : La Suspicion de Louis Feuillade
- 1911 : Sous le joug de Louis Feuillade
- 1911 : L'Aventurière o les Cigarettes narcotiques de Louis Feuillade
- 1911 : La Demoiselle du notaire de Louis Feuillade
- 1911 : Bébé somnambule de Louis Feuillade : Mr Soupière
- 1911 : Bébé marie sa bonne de Louis Feuillade : Polyte
- 1911 : Bébé persécute sa bonne de Louis Feuillade : Anatole
- 1911 : Bébé protège sa sœur de Louis Feuillade : Julot
- 1911 : Le Noël de Bébé de Louis Feuillade : Guy des Epuisettes
- 1911 : Le Contrebandier de Georges-André Lacroix
- 1911 : Le Médecin du bagne de Georges-André Lacroix
- 1912 : Plus fort que la haine de Léonce Perret
- 1912 : L'Homme de proie de Louis Feuillade : Delmas
- 1912 : Androclès (pel·lícula de 1912) de Louis Feuillade
- 1912 : Bébé et le financier de Louis Feuillade
- 1912 : Bébé, Bout de Zan et le Voleur de Louis Feuillade
- 1912 : Bébé et le Satyre de Louis Feuillade
- 1912 : Bébé jardinier de Louis Feuillade
- 1912 : Bébé veut payer ses dettes de Louis Feuillade
- 1912 : Bébé voyage de Louis Feuillade
- 1912 : Le Pont sur l'abîme de Louis Feuillade : Albano Rodriguez
- 1912 : Préméditation de Louis Feuillade : Julien Mercœur
- 1912 : La Vie ou la Mort de Louis Feuillade : le docteur Robert
- 1912 : La Course aux millions de Louis Feuillade : Jean
- 1912 : Le Proscrit de Louis Feuillade : Jean Dervieux
- 1912 : L'Oubliette de Louis Feuillade : le détective Dervieux
- 1912 : L'Erreur tragique de Louis Feuillade : René de Romiguières
- 1912 : Les Audaces de cœur de Louis Feuillade : le marquis de Rodiguières
- 1912 : La Prison sur le gouffre de Louis Feuillade : le marquis de Flers
- 1912 : L'Accident de Louis Feuillade : Georges d'Anglade
- 1912 : L'Anneau fatal de Louis Feuillade : Lazare Loew
- 1912 : Les Braves Gens de Louis Feuillade : Monsieur Descoing, le maire
- 1912 : La Cassette de l'émigrée de Louis Feuillade : Rousseau
- 1912 : La Hantise de Louis Feuillade : Jean Trévoux
- 1912 : La Mort ou la Vie de Louis Feuillade
- 1912 : Le Mort vivant de Louis Feuillade : le lieutenant Lespare
- 1912 : Chauffeur par amour de Louis Feuillade
- 1912 : Compliments sincères de Louis Feuillade
- 1912 : Tyrtée de Louis Feuillade
- 1912 : Un grand reportage
- 1912 : Un grand seigneur de Henri Fescourt : Gaston
- 1912 : Cas de conscience de Louis Feuillade
- 1912 : Un scandale au village de Louis Feuillade
- 1912 : L'Homme giflé de Henri Fescourt
- 1912 : La Méthode du professeur Neura d'Henri Fescourt : le professeur Neura
- 1912 : Petites Causes, grands effets
- 1912 : Le Tourment de Louis Feuillade
- 1912 : La Rançon du bonheur de Léonce Perret
- 1913 : La Dentellière de Léonce Perret
- 1913 : Le Secret du forçat de Louis Feuillade : Jean Mareuil et Jean Marcieux
- 1913 : La Gardienne du feu de Louis Feuillade : Méral
- 1913 : L'Intruse de Louis Feuillade : Mr Breschard
- 1913 : Le Revenant de Louis Feuillade : Mr Danglade
- 1913 : Le Browning de Louis Feuillade : Mr Malvers
- 1913 : La Robe blanche de Louis Feuillade : le comte de Ganges
- 1913 : Un drame au Pays basque de Louis Feuillade : Igarry
- 1913 : L'Écrin du Rajah de Louis Feuillade : le détective Dervieux
- 1913 : S'affranchir de Louis Feuillade : le colonel Verneaux
- 1913 : Une aventure de Bout de Zan de Louis Feuillade : le père de la fillette
- 1913 : La Première Idylle de Bout de Zan de Louis Feuillade
- 1913 : Sur la voie de Léonce Perret
- 1913 : L'Affranchi de Louis Feuillade
- 1913 : L'Angoisse de Louis Feuillade : Polyte
- 1913 : Les Chasseurs de lions de Louis Feuillade : Moreno
- 1913 : Après la tempête de Louis Feuillade
- 1913 : Au fond du gouffre de Léonce Perret
- 1913 : Au gré des flots de Louis Feuillade : Jean, le patron
- 1913 : Les Diamants du Sénéchal de Louis Feuillade : le vicomte de Santerec
- 1913 : En grève de Louis Feuillade
- 1913 : Le Guet-apens de Louis Feuillade : Jean Dervieux
- 1913 : La Marche des rois de Louis Feuillade : le mendiant
- 1913 : La Rencontre de Louis Feuillade : Jacues Bertal
- 1913 : Le Mariage de Miss Nelly de Louis Feuillade
- 1913 : La Petite Danseuse de Louis Feuillade : Davis
- 1913 : Le Mort qui tue - episodi de Fantômas de Louis Feuillade : Fantômas
- 1913 : À l'ombre de la guillotine de Louis Feuillade
- 1913 : L'Intrigue de Louis Feuillade : Isidore
- 1913 : Le Bon Propriétaire de Louis Feuillade (267 m)
- 1913 : Juve contre Fantômas (episodi de Fantômas) de Louis Feuillade : Fantômas
- 1913 : Les Yeux ouverts de Louis Feuillade : Ubertino
- 1914 : Fantomas de Louis Feuillade (1.115 m) - Fantômas
- 1914 : Fantômas contre Fantômas de Louis Feuillade : Fantômas
- 1914 : L'Enfant de la roulotte de Louis Feuillade : Mr Maugars
- 1914 : Manon de Montmartre de Louis Feuillade : le directeur
- 1914 : Le Calvaire de Louis Feuillade : Mr de Moranges
- 1914 : Le Coffret de Tolède de Louis Feuillade
- 1914 : Le Faux Magistrat - episodi de Fantômas - de Louis Feuillade : Fantômas
- 1914 : Les Lettres de Louis Feuillade : Mr Langeac
- 1914 : Les Pâques rouges de Louis Feuillade
- 1914 : La Petite Andalouse de Louis Feuillade
- 1914 : L'Heure de la douleur de Maurice Mariaud : Pierre Bianchi
- 1915 : Le Grand Souffle de Louis Feuillade
- 1915 : Le Même Sang de Gaston Ravel
- 1916 : Cœur fragile de Gaston Ravel
- 1916 : L'Épreuve de Louis Feuillade
- 1916 : Christophe Colomb (codirigit amb Gérard Bourgeois)
- 1916 : Document secret de René Navarre : Ralph Grame
- 1917 : Du rire aux larmes de Gaston Ravel
- 1917 : L'Homme qui revient de loin de René Navarre : Jacques de La Boissière
- 1917 : Miss de René Navarre
- 1917 : Oscar, chasseur chassé (només productor)
- 1917 : Les Aventures de Clémentine (només productor)
- 1917 : Les Fiançailles de Flambeau (només productor)
- 1917 : Flambeau au pays des surprises (només productor)
- 1917 : La Journée de Flambeau (només productor)
- 1918 : Ce bon La Fontaine de Gaston Ravel : Jean de La Fontaine
- 1918 : La Geôle de Gaston Ravel : Hugues Gaël
- 1919 : La Nouvelle Aurore d'Émile-Édouard Violet, 16 episodis : Raoul de Saint-Dalmas, alias Pallas
- 1919 : Impéria de ean Durand (només director artístic o tècnic)
- 1920 : Tue la mort de René Navarre, 12 episodis : Maître Tulamore, dit "Tue-la-mort"
- 1921 : La Reine-lumière (només codirector)
- 1921 : L'Aiglonne (només codirector)
- 1921 : Le Sept de trèfle (només director)
- 1922 : L'Homme aux trois masques (només codirector)
- 1923 : Vidocq de Jean Kemm, 10 episodis : Le déserteur François Vidocq
- 1923 : Ferragus de Gaston Ravel : Ferragus
- 1924 : Mon oncle d'Auguste Mariaud : le père Jean
- 1924 : Le Gardien du feu de Gaston Ravel : Goulven Denès
- 1925 : Les Murailles du silence de Louis de Carbonnat : Guy de Frénières
- 1925 : La Justicière de Maurice Gleize i Maurice de Marsan : Stanislas Wolberg
- 1925 : Jean Chouan de Luitz-Morat, ciné-roman en 8 episodis : Maxime Ardouin
- 1926 : La Réponse du destin d'André Hugon : Léopold Quintana
- 1926 : Belphégor de Henri Desfontaines, 4 episodis : Mr Chantecocq
- 1928 : Le Plus Beau Mariage / Son épouse anglaise de Gustav Molander
- 1928 : L'Aigle de la Sierra de Louis de Carbonnat : El Tempranilio, Diego l'aigle de la Sierra
- 1928 : El Leon de Sierre Morena de Miguel Contreras Torres (versió espanyola de l’anterior) : El Tempranillio
- 1929 : Poker d'as d'Henri Desfontaines (8 episodis) : Poker d'as et le comte Hubert de Rhuys
- 1929 : Der Weg durch die Nacht de Robert Denisen
- 1929 : Die schleiertanzerin de Charles Burguet : Gérard Summer
- 1930 : Méphisto de René Navarre i Henri Debain, 4 episodis : le professeur Bergmann
- 1933 : Judex 34 de Maurice Champreux : Kerjean
- 1934 : Mam'zelle Spahi de Max de Vaucorbeil : le major
- 1934 : Le Prince Jean de Jean de Marguenat
- 1934 : Le Centenaire de Pierre-Jean Ducis (curtmetratge)
- 1934 : Cocaïne de Louis S. Licot (curtmetratge)
- 1935 : L'École des vierges de Pierre Weill
- 1935 : Le Train d'amour de Pierre Weill
- 1935 : Le Grand Pari de Maurice Chalon (curtmetratge)
- 1937 : Arsène Lupin détective d'Henri Diamant-Berger : l'inspecteur
- 1938 :  Chéri-Bibi  de Léon Mathot (també assistent de director) : M. Charles, le politicien
- 1938 : Mon oncle et mon curé de Pierre Caron
- 1938 : La Route enchantée de Pierre Caron
- 1938 : Monsieur Coccinelle de Bernard Deschamps
- 1938 : Son oncle de Normandie de Jean Dréville
- 1939 : La Belle Revanche de Paul Mesnier
- 1939 : Bécassine de Pierre Caron
- 1939 : Les Trois Tambours (Vive la nation) de Maurice de Canonge
- 1939 : Brazza ou l'Épopée du Congo de Léon Poirier
- 1940 : Les Surprises de la radio de Marcel Paul (participació)

## Teatre
- 1923 : Vidocq d'Arthur Bernède p Pierre Gilles, Théâtre des Bouffes du Nord